# Großenrode
Großenrode ist ein Ortsteil der Stadt Moringen im Landkreis Northeim in Niedersachsen.

## Geographie
Nachbarorte von Großenrode sind Behrensen, Moringen, Thüdinghausen, Schnedinghausen, Berwartshausen, Hillerse und Elvese.

## Geschichte
Als erste urkundliche Erwähnung des Ortes Großenrode wird öfter eine Erwähnung von „Nywenrode“ (Nuwenrode) in den Traditionen des Klosters Fulda aus dem Jahr 978 angeführt. Nach dem Niedersächsischen Ortsnamenbuch soll sich dieser Beleg dagegen auf Neuerode beziehen, die erste schriftliche Nennung wird dort mit einer Erwähnung von Herimannus und  Bernhardus de Rothe auf die Mitte des 12. Jahrhunderts angesetzt. Der Ortsname, der zunächst nur als „Rode“ oder in latinisierter Form als „Novalis“ (Neubruchland) auftrat, erhielt ab dem 13. Jahrhundert den Zusatz „Großen-“ (lat. „maior“) zur Unterscheidung von dem ebenfalls im Hardenbergischen Herrschaftsbereich liegenden Lütgenrode.
Auf dem Ortsgebiet wurde seit der Steinzeit gesiedelt. Bei Ausgrabungen wurden Siedlungsspuren aus verschiedenen Epochen gefunden:
- frühes Mesolithikum (ca. 7000 v. Chr.) – ein dreieckiger Mikrolith
- frühe Rössener Kultur (um 4800 v. Chr.) – eine unregelmäßig ovale Befestigungsanlage von mehr als 150 Meter Durchmesser
- Zeit zwischen 3300 und 2800 v. Chr. – zwei Kollektivgräber[7]

Ab dem Mittelalter tritt die Familie von Hardenberg als Hauptbesitzer des Ortes auf, eine Vielzahl von Besitzurkunden belegen diesen Umstand. Ursprünglich befand sich lediglich ein Edelhof der Hardenberger in Großenrode. Die erste Erwähnung eines Priesters von Großenrode („plebanus de Maiore Nouali“) aus dem Jahr 1276 belegt, dass der Ort zu dieser Zeit bereits Pfarrdorf war und sicher auch über eine eigene Kirche verfügte. Die dort lebenden Hardenberger verkauften im Jahr 1389 das Dorf an ihre Vettern, die ihren Sitz auf der Burg Hardenberg hatten. Mit der Einführung der Reformation fanden die lutherischen Pastoren Gabriel Halbritter 1592, M. Velius 1598 und Johann Breithaupt 1600 ihren Weg nach Großenrode. Ab dem Beginn des 19. Jahrhunderts befand sich in der Kirche zu Großenrode das Erbbegräbnis der Hardenberger. Im Jahre 1850 wütete die Cholera in der Gegend, wovon Nörten-Hardenberg verschont blieb. Zum Andenken errichtete ein katholischer Bürger aus Großenrode ein Kruzifix im Leineholz. Andere Bürger ließen in neuerer Zeit an dem Weg, der zum Kruzifix führt, 15 Bildstöcke errichten, wobei sich diese Stelle allmählich zu einem Wallfahrtsort entwickelte.
Am 1. März 1974 wurde Großenrode in die Stadt Moringen eingegliedert.

## Politik
Aufgrund der geringen Einwohnerzahl wird Großenrode nicht von einem Ortsrat, sondern von einem Ortsvorsteher vertreten. Aktueller Ortsvorsteher ist Holger Triebel.

## Kultur
In Großenrode gibt es aktuell drei aktive Vereine. Neben dem Fußballverein TSV Großenrode e.V. und dem MGV Gemischter Chor Großenrode gibt es zudem den Bürgerverein "Unsere Umwelt Mörliehausen". Der Bürgerverein setzt sich unter anderem für die Umwelt ein und bringt dabei mit ehrenamtlichem Engagement verschiedene Projekte zur Förderung der Artenvielfalt in der Landschaft auf den Weg.
Zudem gibt es die Freiwillige Feuerwehr Großenrode.

## Sehenswürdigkeiten

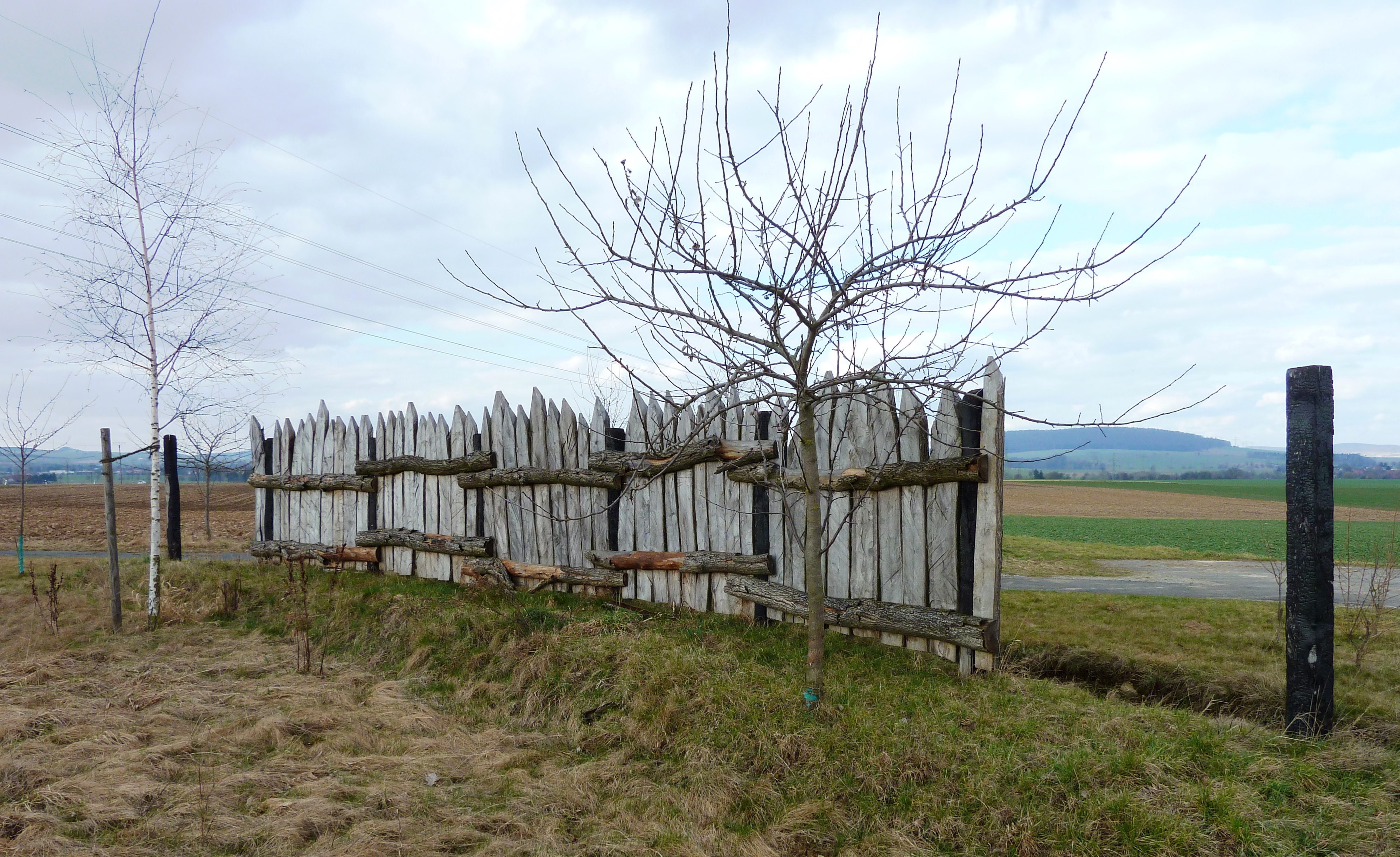
Rekonstruktion der Dorfbefestigung

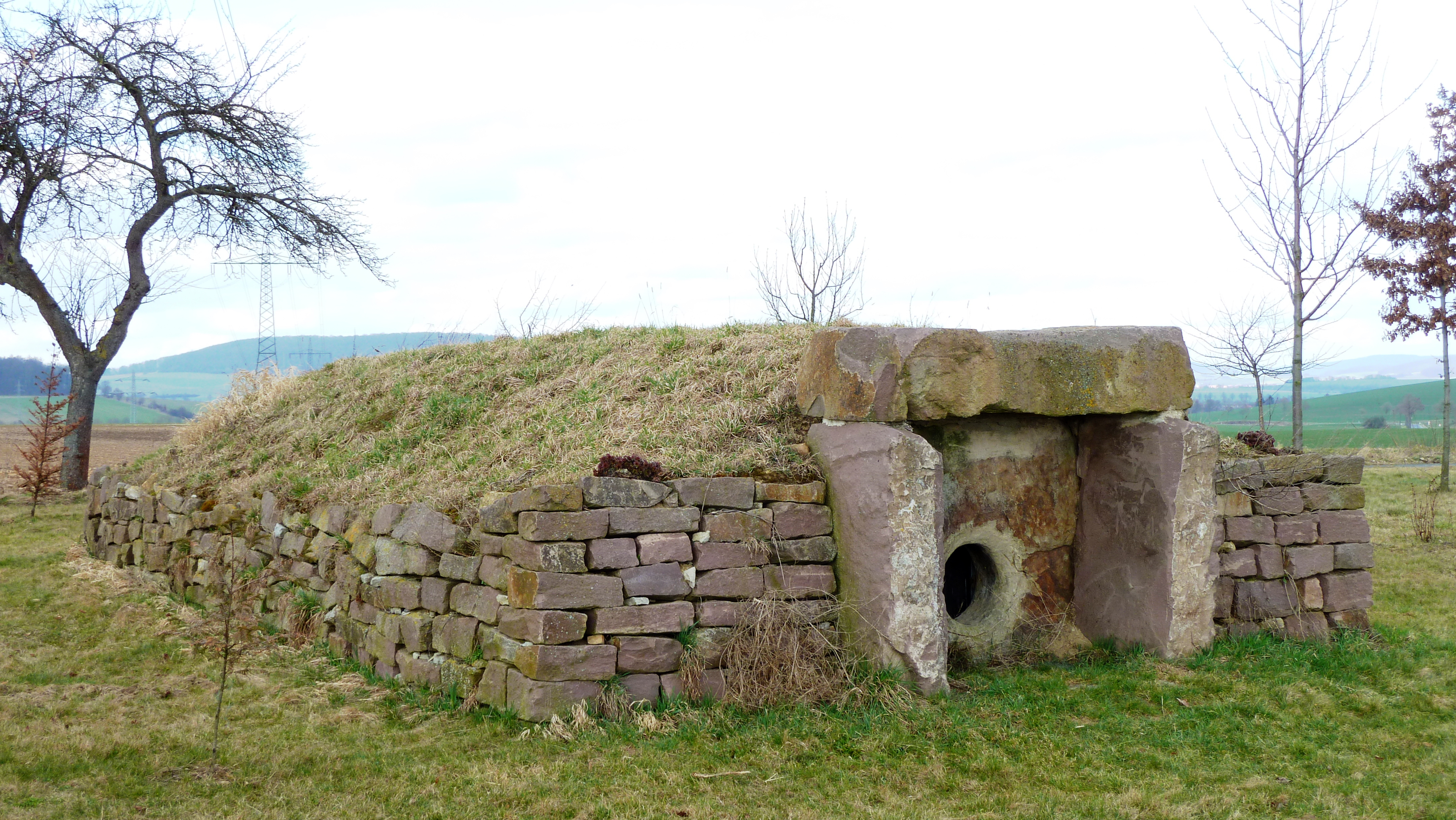
Grabrekonstruktion

### Rekonstruktionsbauten
Innerhalb einer teilweise archäologisch erfassten Grabenbefestigung der Rössener Kultur nordöstlich des Dorfes wurde ein Stück der Grabenbefestigung mit Palisadenzaun rekonstruiert. Von der Befestigung wurden in drei Teilbereichen ein Graben und die Standspuren von Pfosten nachgewiesen, außerdem waren zwei Tore feststellbar. Unter Annahme eines geschlossenen Wallzuges wird eine leicht ovale Umschließungsfläche mit etwa 190 Meter Durchmesser angenommen. Innerhalb des Walles wurden anhand von Pfostenstandorten neun Häuser von knapp 30 Meter Länge sowie jüngere, eisenzeitliche Gebäudestandorte lokalisiert. Auch zwei Gemeinschaftsgräber aus der Zeit um 4700 v. Chr. sowie ein Ringgraben, der ein bronzezeitliches Hügelgrab umschlossen haben soll, wurden hier entdeckt. Die Rekonstruktion des Hügelgrabs mit umlaufendem Graben sowie eines der archäologisch erfassten Gemeinschaftsgräber mit einem Lochstein an einer Schmalseite wurden als Anschauungsobjekte in unmittelbarer Nähe zum Standort der Originale errichtet. Die Ausgrabungen fanden 1988–1990 und 2003 statt und standen im Zusammenhang mit Bauarbeiten an der Kreisstraße 425, die das Grabungsgebiet durchschneidet.

### Kirche St. Johannis

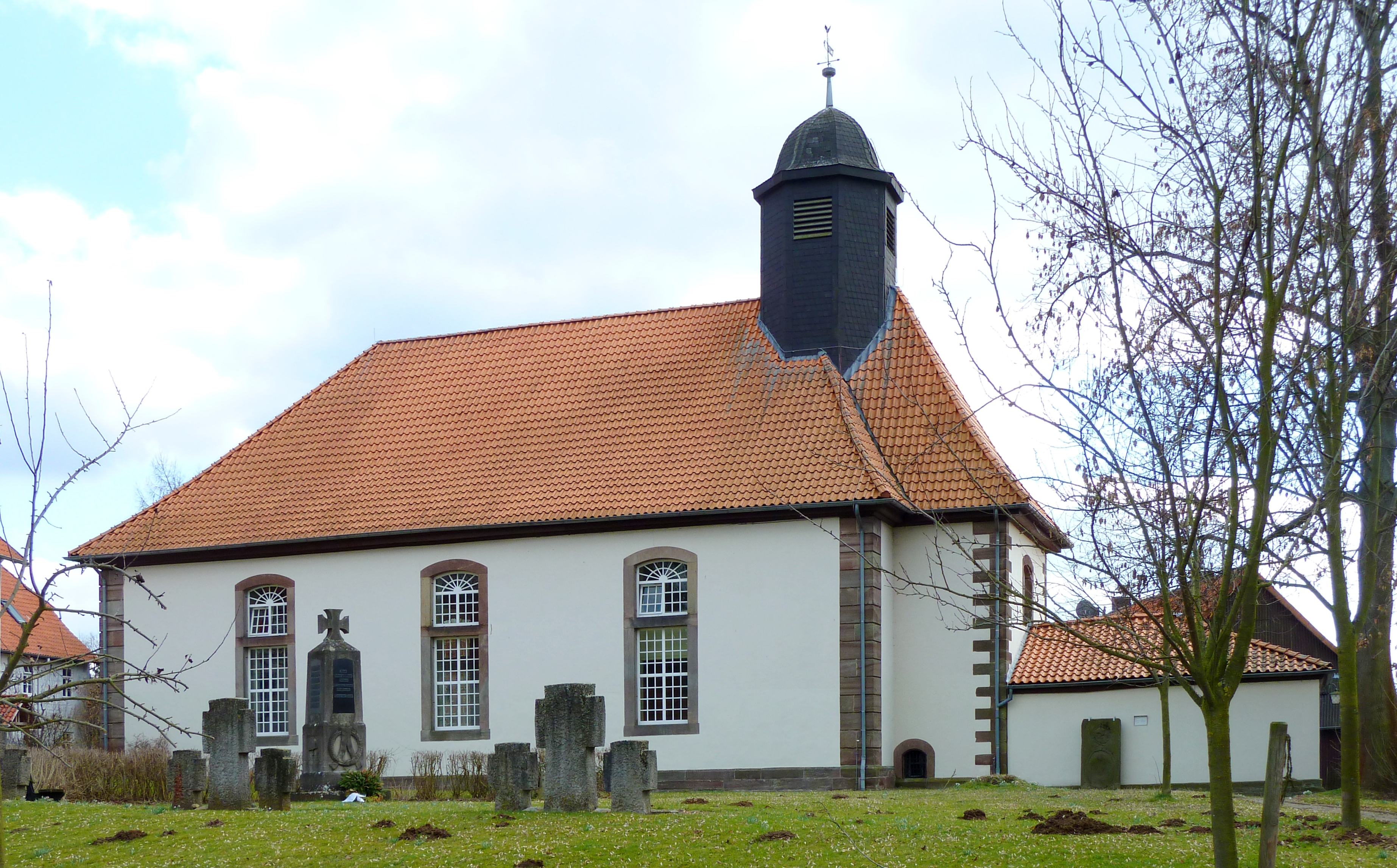
St.-Johannis-Kirche, Nordansicht

Die evangelisch-lutherische Pfarrkirche St. Johannis wurde 1740 am östlichen Rand des Ortes errichtet. Der hell verputzte Bruchsteinbau mit Eckquadern und Fenstereinfassungen aus Buntsandsteinquadern schließt im Westen die bereits 1730 errichtete Familiengruft der Herren von Hardenberg ein. Der Westteil des eigentlichen Kirchengebäudes ist gegenüber dem Hauptteil des Kirchenschiffs etwas eingezogen, während die Kirche im Osten gerade abschließt. Auf dem Walmdach sitzt im Westen ein plattenbehängter Dachreiter mit achteckigem Grundriss auf. Im Inneren schließt der durch schlanke Stützen unterteilte Saal nach oben mit einer halbkreisförmigen Holztonne ab.
Die Erwähnung eines „plebanus“ (Priesters) in einer Urkunde aus dem Jahr 1276 zeigt, dass Großenrode schon zu dieser Zeit Pfarrdorf war. Seit 1997 wurde die Kirchengemeinde Großenrode von der Pfarrstelle in Moringen aus mit betreut, seit Anfang 2009 gehört sie zusammen mit den Kirchen und Kapellen in Moringen, Fredelsloh, Espol, Schnedinghausen, Lutterbeck, Oldenrode und Nienhagen zur neuen Trinitatis-Kirchengemeinde Leine-Weper der Evangelisch-lutherischen Landeskirche Hannovers.